# Pedro de Bourbon-La Marche
Pedro de Bourbon-La Marche (1342 – 1362), foi um nobre francês, filho primogênito de Jaime I de Bourbon-La Marche e de Joana de Châtillon-Saint-Pol.
Combateu com o seu pai na batalha onde este morreu, em Brignais [fr], travada a 6 de abril de 1362. Pedro sucedeu ao seu pai como Pedro II de La Marche, mas não viveu muito tempo e foi sucedido por seu irmão João I de La Marche.